# U-Bahn Wien X
Die Type X, auch „X-Wagen“, bezeichnet die dritte Generation hochfluriger Triebfahrzeuge der Wiener U-Bahn. Sie wird seit 2018 von Siemens in Wien produziert und sukzessive seit 2020 ausgeliefert. Die Baureihe stellt den Nachfolger der Serien Type V und wird die älteren „Silberpfeile“ des Typs U ersetzen. Sie soll im gesamten Wiener U-Bahn-Netz außer auf der Linie U6 eingesetzt werden.

## Allgemeines

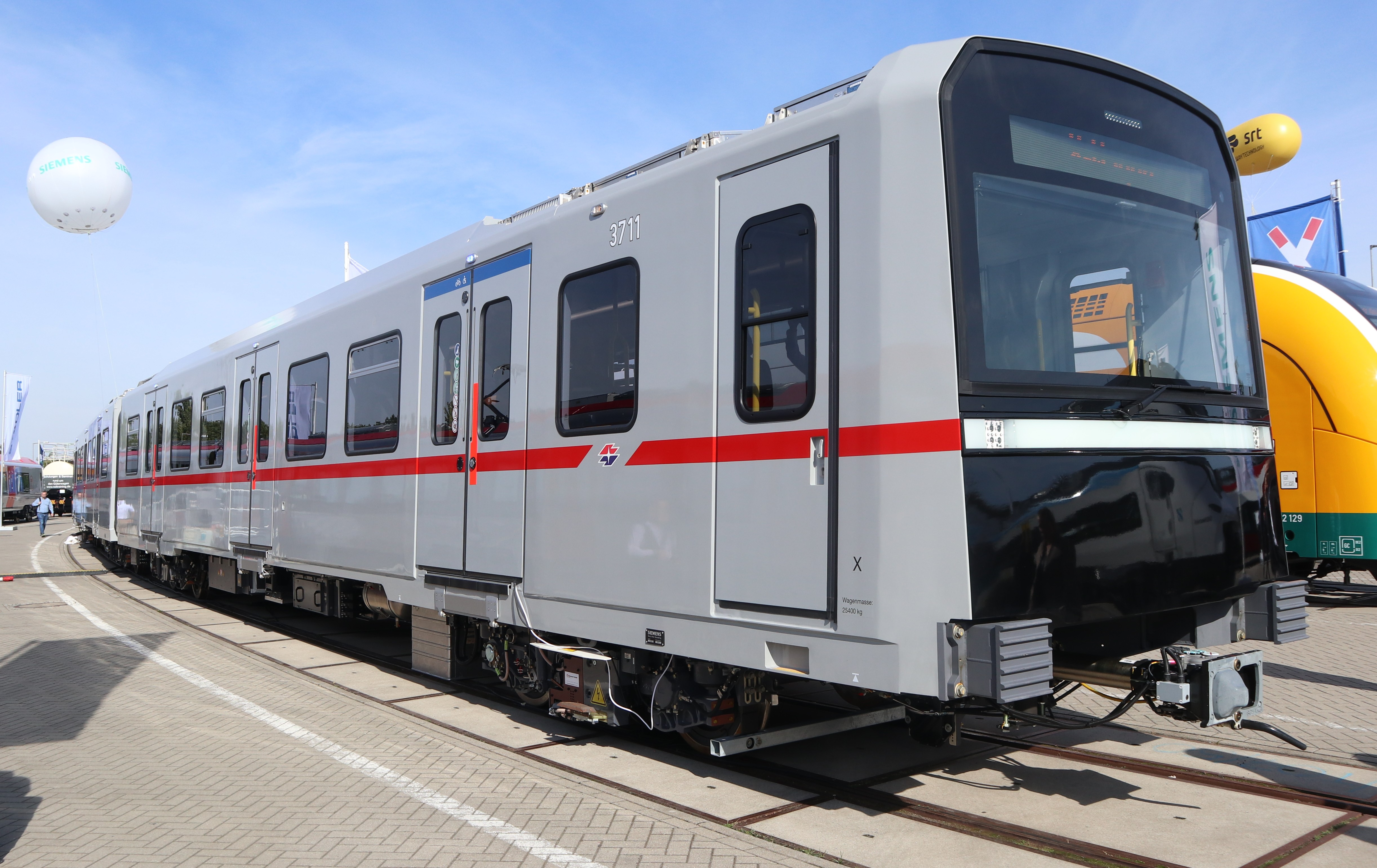
Vorserienwagen 3711 auf der InnoTrans 2022

Um die mittlerweile veralteten und weiterentwickelten Silberpfeilen (Typ U1/U11/U2), die fast 40 Jahre alt sind, zu ersetzen, bestellten die Wiener Linien im September 2017 bei Siemens 34 neue U-Bahn-Züge des „Typ X“ (204 Wagen). Des Weiteren besteht auch eine Wartungsvereinbarung und die Option für elf weitere Züge. Das gesamte Auftragsvolumen beträgt 550 Millionen Euro.
Der X-Wagen basiert auf der Plattform Siemens Inspiro, zudem hat er einige Gemeinsamkeiten mit seinem Vorgänger, dem Type V, unter anderem die Türabstände.
Die sechsteiligen Züge der Type X sind durchgehend begehbar und klimatisiert, außerdem erhalten sie ein neues Fahrgastinformationssystem. Das Design der Züge orientiert sich an der Vorgängerbauart, wobei die Optik innen sowie außen weiterentwickelt wird. So gibt es beispielsweise eine transparente Trennwand zwischen Fahrgastraum und Führerstand mit Aussicht auf die Strecke. Durch das neu angelegte Sitzplatzlayout bieten sie eine höhere Fahrgastkapazität, einen besseren Fahrgastfluss und besseren Zugang zu mehr Rollstuhlplätzen und Mehrzweckbereichen. Der Grundaufbau der Züge als betrieblich nicht trennbare Sechswageneinheiten und antriebslose Endwagen entspricht ebenfalls dem Typ V. Ein Wagen erhält den Spitznamen „FeliX“.
Die Lieferung begann im Juli 2020 mit einem Vorserienzug, das letzte Fahrzeug der Charge soll 2030 ausgeliefert werden. Die Garnituren verkehren seit dem 16. Juni 2023 auf der Linie U3. Mit der Wiedereröffnung der U2 zwischen Rathaus und Karlsplatz werden die Garnituren im gewohnten halbautomatischen oder auch manuellen Betrieb mit Fahrer unterwegs sein. Ab voraussichtlich 2026 werden die Züge auf der neuen U5 fahrerlos fahren. Dazu besteht die Möglichkeit, die Führerstände zurückzubauen, um den Platz als Fahrgastraums nutzen zu können. Die Triebzüge sind mit einer innovativen Reibungsbremse ausgestattet, deren Steuerung ohne Druckluft auskommt.
Ursprünglich war geplant, die Wagen der Reihe X 2022 in Betrieb zu nehmen, jedoch beantragten die Wiener Linien wegen der COVID-19-Pandemie und technische Schwierigkeiten erst im Oktober 2022 bei der als Eisenbahnbehörde zuständigen MA 64 eine Betriebsbewilligung. Deswegen verzögerte sich die Inbetriebnahme. Erst am 16. Juni 2023 konnte der erste Zug des Typs X auf der Linie U3 in Betrieb genommen werden. Seit dem 8. April 2024 wird die Type X auf der Linie U2 im Regelbetrieb eingesetzt. Seit Mai 2025 wird auf den Werbedisplays Infoscreen-Werbung geschalten.

### Ersteinsatz nach Linie
| Linie | Ersteinsatz      |
| U1    | n/a              |
| U2    | 08.04.2024       |
| U3    | 16.06.2023       |
| U4    | n/a              |
| U5    | n/a              |
| U6    | nicht kompatibel |

Bis 2023 ist die Auslieferung von insgesamt 10 Zügen und ab 2024 von drei Zügen pro Jahr vorgesehen.

## Bilder und Videos

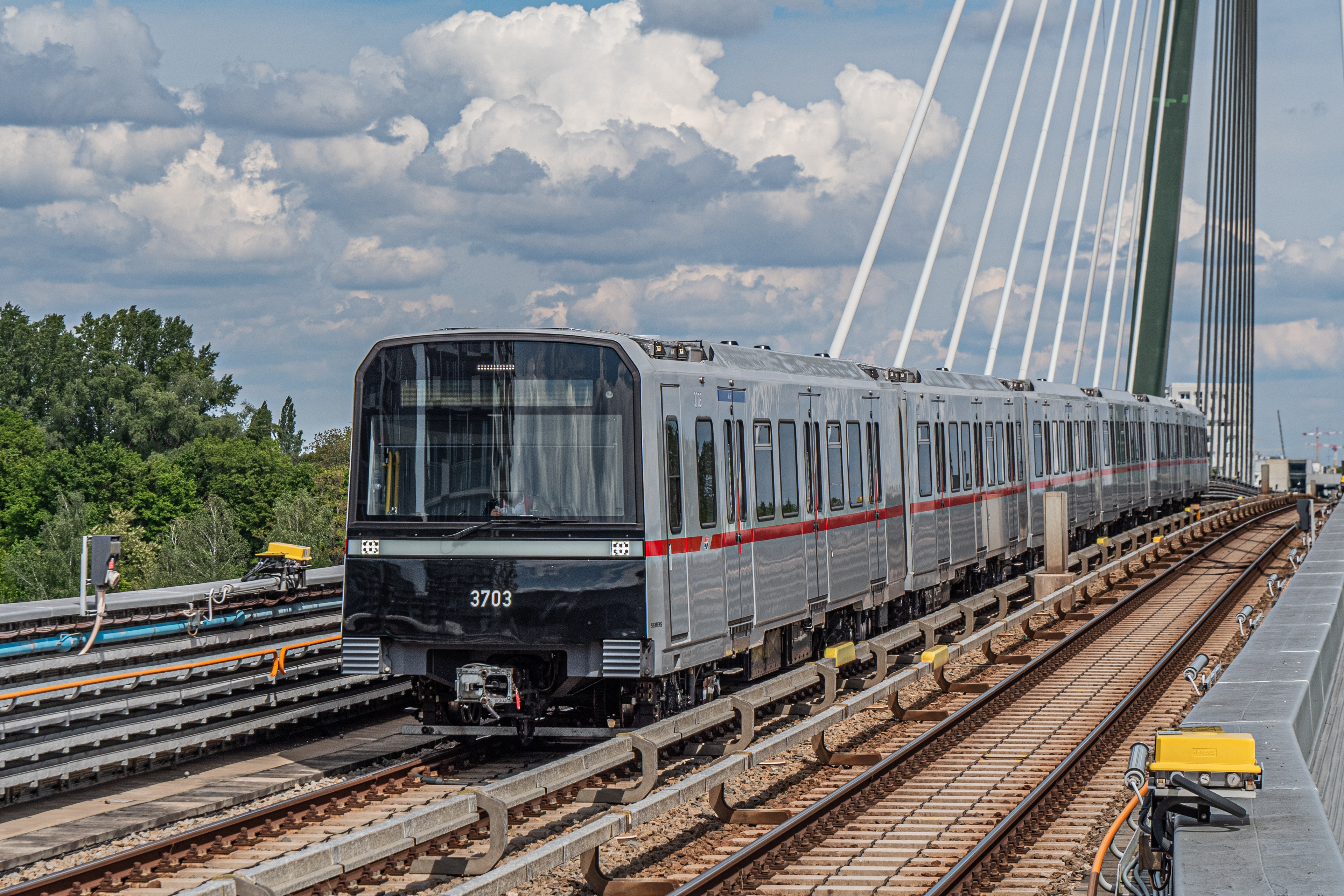
X-Wagen auf der Donaustadtbrücke als Linie U2
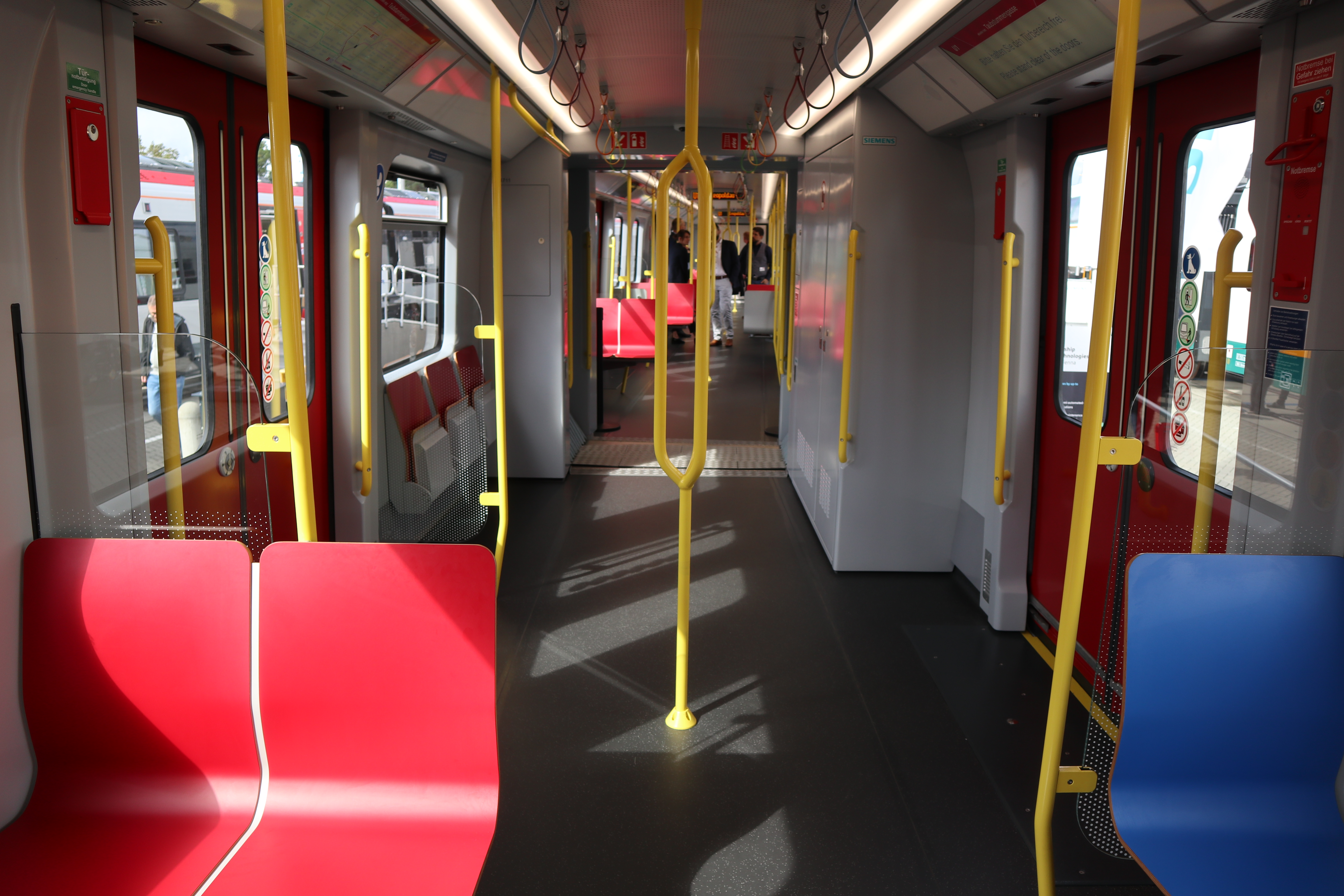
Innenraum
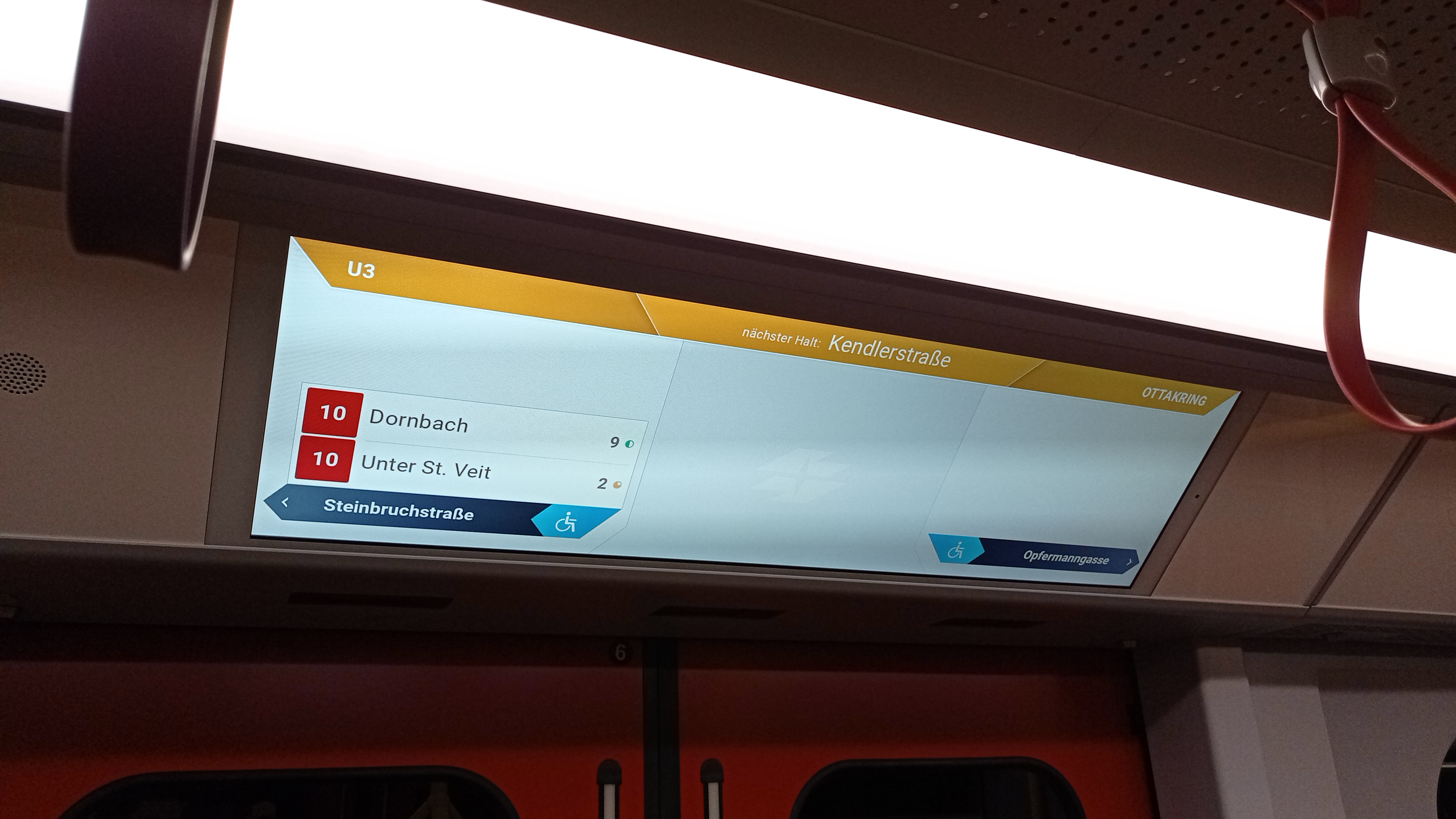
FIS mit Anzeigen im X-Wagen
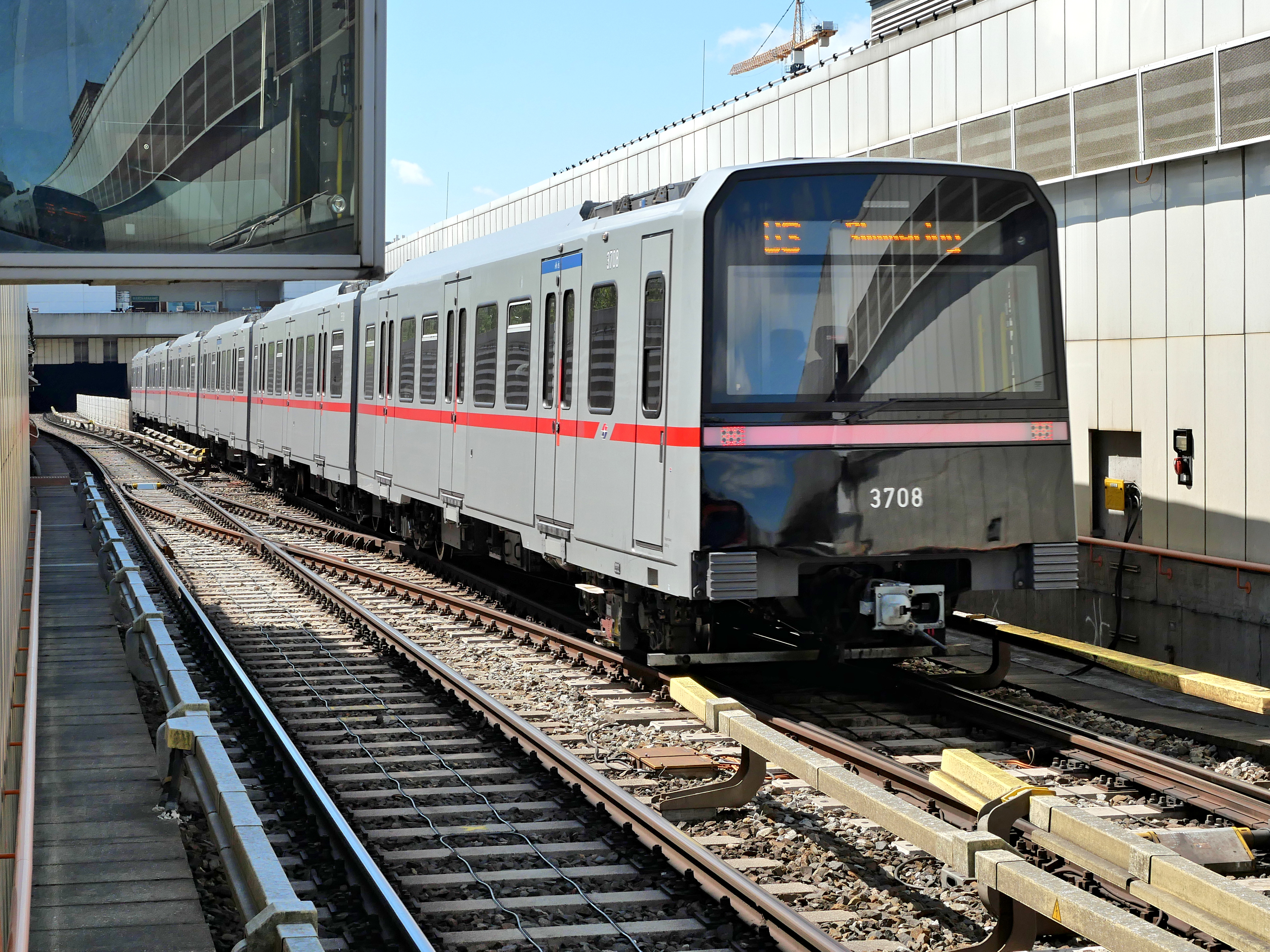
Am Zugende schaltet zusätzlich zu den LED-Scheinwerfern auch der Lichtbalken auf rot um.